# Silvan Sidler
Silvan Sidler, né le 7 juillet 1998 à Affoltern am Albis en Suisse, est un footballeur suisse, qui évolue au poste d'arrière gauche au FC Winterthour.

## Biographie

### FC Lucerne
Né à Affoltern am Albis en Suisse, Silvan Sidler est formé au FC Lucerne. Le 13 août 2016, il fait ses débuts en professionnel, lors d'un match de Coupe de Suisse face au FC Naters. Il entre en jeu en cours de partie, et son équipe remporte le match par quatre buts à un. Il joue son premier match de Super League le 5 novembre 2017, lors d'une victoire du FC Lucerne contre le FC Saint-Gall (3-0).
Peu utilisé par René Weiler au début de la saison 2018-2019, il parvient tout de même à s'imposer en équipe première cette saison-là, profitant des absences sur blessures de plusieurs joueurs. Le 31 janvier 2019 Sidler prolonge son contrat avec le FC Lucerne jusqu'en 2022,.

### Arminia Bielefeld
Le 1er juin 2022, Silvan Sidler s'engage librement avec l'Arminia Bielefeld alors qu'il était en fin de contrat avec le FC Lucerne. Il signe jusqu'en juin 2025 et rejoint une équipe qui vient d'être relégué en deuxième division allemande,.

### FC Winterthour
Lors de l'été 2023, Silvan Sidler retourne en Suisse afin de s'engager en faveur du FC Winterthour. Le transfert est annoncé le 21 juin 2023 et il signe un contrat de deux ans, soit jusqu'en juin 2025.
Sidler joue son premier match pour le FC Winterthour le 22 juillet 2023, à l'occasion de la première journée de la saison 2023-2024 face au FC Lucerne. Il est titularisé et les deux équipes se neutralisent (0-0 score final).

### En équipe nationale
Silvan Sidler fête sa première sélection avec l'équipe de Suisse espoirs face au Liechtenstein, le 11 septembre 2018, où son équipe s'impose par trois buts à zéro.
Le 13 octobre 2020, il inscrit son premier but avec les espoirs, lors d'une rencontre face au Liechtenstein. Ce match gagné 3-0 rentre dans le cadre des éliminatoires de l'Euro espoirs 2021. L'année suivante, il participe à la phase finale du championnat d'Europe espoirs, organisé en Hongrie et en Slovénie. Lors de cette compétition, il ne joue qu'une seule rencontre, à la Croatie. Avec un bilan d'une victoire et deux défaites, la Suisse est éliminée dès le premier tour.